# Poldašt
Poldašt (perzijski:  پلدشت‎; također romanizirano kao Pol Dašt, Pol’dešt, Pol-e Dašt, Pul Dašt, poznat još i pod imenom Araplar) je grad i sjedište Poldaštanskoga okruga koji se nalazi unutar Zapadnoga Azerbajdžana, pokrajine Irana. Prema popisu stanovništva iz 2016. godine Poldašt je imao 3,377 obitelji, čiji je ukupan broj članova iznosio 11,472 stanovnika. Poldašt na perzijskome znači obradiva zemlja pokraj mosta. Poldašt leži na zapadnoj obali rijeke Aras. Nasuprot Poldašta, preko rijeke Aras nalazi se azerbajdžansko selo Šahtati koje je povezano s Poldaštom preko mosta Poldašt – Šahtati.